# Cîteaux
Cîteaux (latin Cistércium), er en landsby i det østlige Frankrig, depatement Côte-d'Or, Arrond. Beaune (Bourgogne), 25 km syd for Dijon, har ca. 300 indbyggere og er bekendt på grund af det nærliggende Abbedi Cîteaux (Cistercium), der stiftedes 1098 af Abbed Robert, og som har givet Cistercienserordenen dens navn. I klosterkirken, der ødelagdes under Den Franske Revolution, fandtes de ældre burgundiske hertugers grave. De af klostrets bygninger, som var tilbage (18. århundrede), husede en agerbrugskoloni, for unge forbrydere. I 1898 købte munke klosteret tilbage og blev igen befolket med munke.